# Maratá
Maratá là một đô thị thuộc bang Rio Grande do Sul, Brasil. Đô thị này có diện tích 80,354 km², dân số năm 2007 là 2444 người, mật độ 30,42 người/km².